# Generalkommando Königsberg

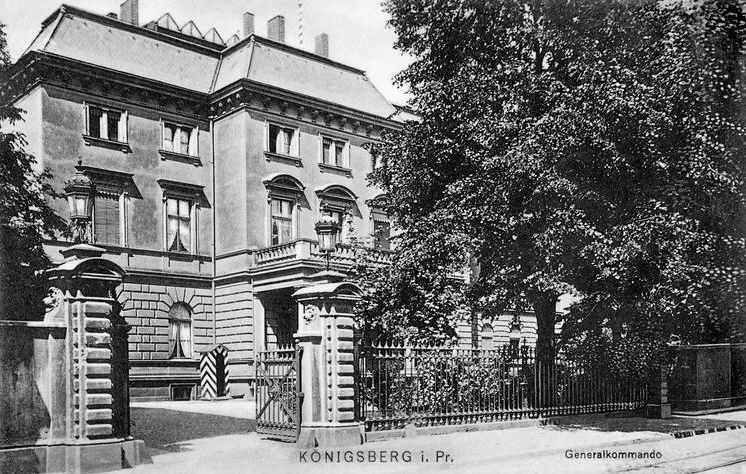
Generalkommando Königsberg

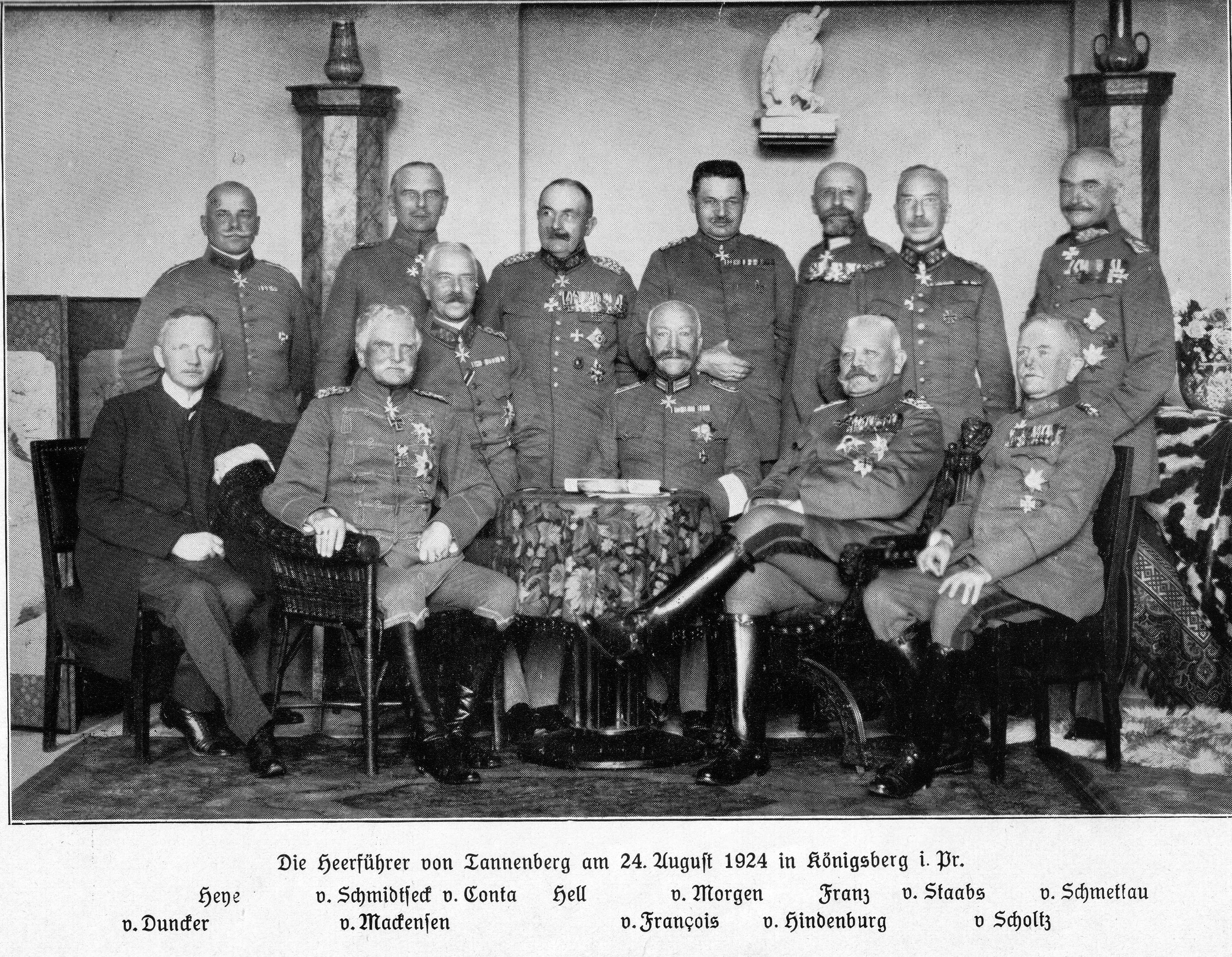
Hindenburgtag 1924

Das Generalkommando Königsberg war der Sitz des I. Armee-Korps der Preußischen Armee in Königsberg.
Das Gebäude stand auf dem Vorderroßgarten (zwischen Roßgärter Markt und Hinterroßgarten). Der große Garten reichte bis zum Königsberger Schlossteich. Bis 1796 war das Adelspalais der „Musenhof der Keyserlings“.
König Friedrich Wilhelm III. erwarb es 1809 als kronprinzliches Palais. Schon 1814 wurde es Sitz des Generalkommandos und 1830 auch Dienstwohnung des Kommandierenden Generals.
Bei den Hindenburgtagen am 28. August 1924 kamen (mit Ausnahme Erich Ludendorffs) alle Heerführer der Schlacht bei Tannenberg im Garten des Generalkommandos zusammen.